# Aminata Camara
Aminata Camara (sinh ngày 6 tháng 12 năm 1973) là một vận động viên nhảy ba người Mali đã nghỉ hưu.
Cô đã tham dự Thế vận hội Olympic 1996 và Giải vô địch trong nhà thế giới năm 1997 mà không lọt vào trận chung kết.
Thời gian tốt nhất cá nhân của cô là 14,94 giây, đạt được tại Thế vận hội Mùa hè 1996.